# Kleánthis Vikelídis
Kleánthis Vikelídis (en grec : Κλεάνθης Βικελίδης), né le 15 septembre 1915 et mort le 4 novembre 1988, est un footballeur grec actif dans les années 1930-1940.
Il était l’attaquant vedette de l’Aris Salonique, club avec lequel il a remporté le championnat de Grèce en 1932 et 1946.
Il a disputé 7 matches et marqué 4 buts pour l’équipe de Grèce.
Depuis 2004, le stade de l’Aris Salonique, autrefois nommé Stade Charilaou porte le nom de Kleánthis Vikelídis Stadium.